# 特貝茨 (密蘇里州)
特貝茨（英語：Tebbetts）是位於美國密蘇里州卡勒韋縣的普查規定居民點。

## 人口
根據2020年美國人口普查的數據，特貝茨的面積為1.75平方千米，當中陸地面積為1.68平方千米，而水域面積為0.07平方千米。當地共有人口64人，而人口密度為每平方千米36.57人。